# Rio Simave

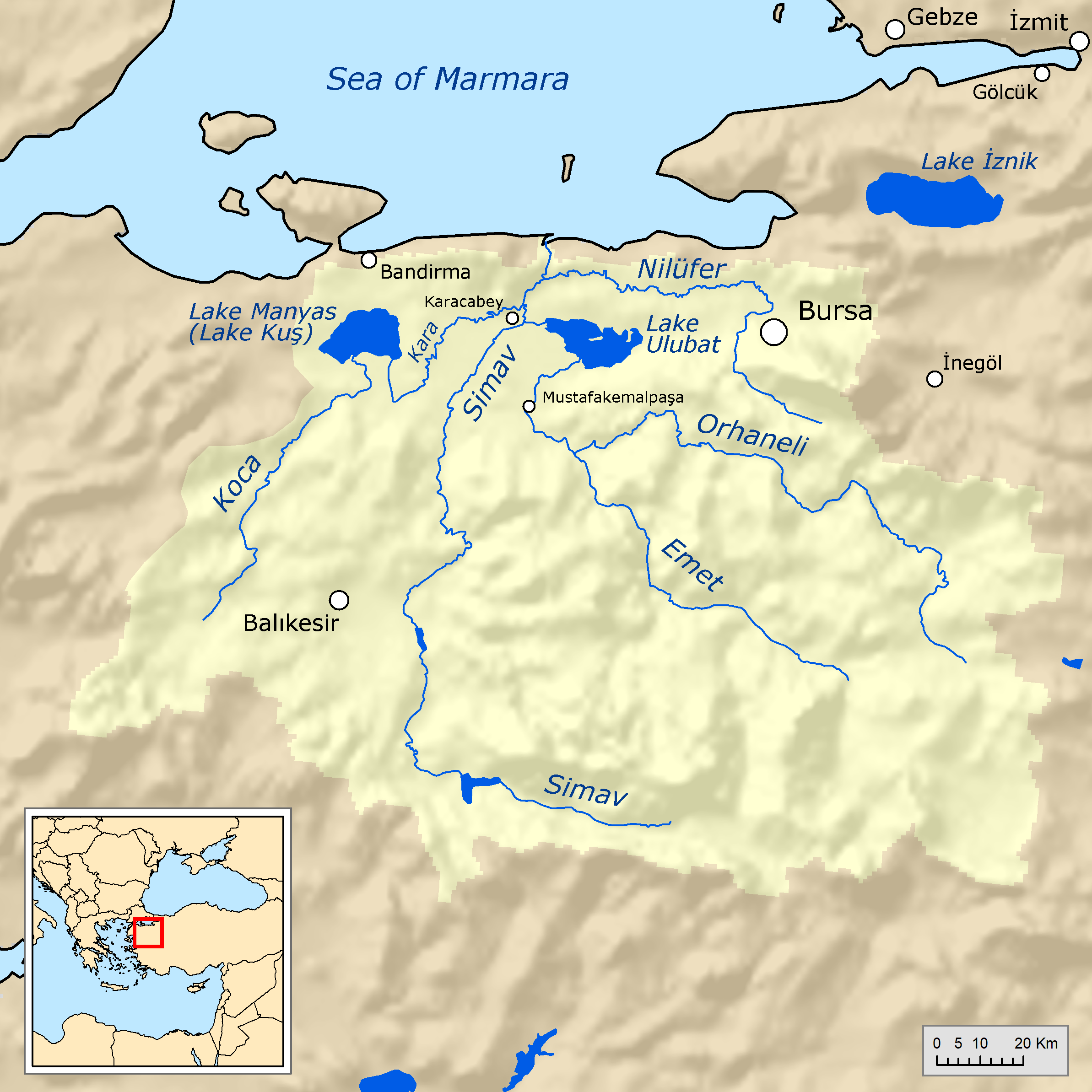
Mapa da bacia do Simave

O Rio Simave (em turco: Simav Çayı[a]) também chamado de Rio Susurluk  ( Susurluk Çayı ) é um rio da Turquia na Península da Anatólia . Seu curso tem 321 km de extensão  e sua bacia compreende 22.400 km 2. Foi o clássico Macestus   ( /məˈsɛstəs/ ; em grego:  Μέκεστος  , Mékestos  ). No século 19, era conhecido como Mikalick.
Nasce na província de Cutáquia, de onde flui para o norte através da planície de Simave até a província de Balequessir . Há um reservatório na barragem de Chaigorene.